# Пантолопа тибетська
Пантолопа тибетська, Чіру (Pantholops hodgsonii) — вид роду Пантолопа.

## Поширення
Країни поширення: Китай (Цинхай, Синьцзян), Індія (штат Джамму-Кашмір). Мешканці високих рівнин, пагорбових плато і гірських долин на висотах 3,700-5,500 м. Більшість популяцій мігруючі або кочові, рухаючись на сотні кілометрів між літніми й зимовими місцями проживання. Деякі популяції мігрують на набагато коротші відстані. Самці й самиці проживають, як правило, окремо, за винятком періоду спарювання. 

## Поведінка
Парування відбувається в листопаді і грудні, в цей час самці люто б'ються з метою контролю доступу до груп з 10 - 20 самиць. Самиці мігрують на північ за 300 км, щоб народжувати у червні та липні. Одне дитинча, як правило, народжується, навіть якщо тривалість життя вкрай низька в цьому суворому навколишньому середовищі. 

## Морфологія
Голова й тіло довжиною: 1300-1400 мм, хвіст довжиною 100 мм. Для дорослих самців висота в плечах 790—940 мм, вага 36—55 кг. Для самиць висота в плечах 730 мм, вага 25—30 кг. Хутро густе й шовковисте з волоссям бл. 40 мм. Вони мають від сірого до червонувато-коричневого кольору хутро з тонким, м'яким і густим підшерстям. Низ кремово-білого кольору. Самці мають стрункі, чорні роги, які можуть досягати 60 сантиметрів у довжину, а взимку вони мають чорні відмітини на обличчі і ногах

## Загрози
На чіру вже давно полювали за їх підшерсток (шахтуш), який славиться своєю якістю, у Кашмірі вплітається в надзвичайно тонку тканину й використовується для виготовлення шалей. Це мисливство виросло до комерційних масштабів у кінці 1980-х і 1990-х, ставши серйозною загрозою для чіру і призвело до різкого зниження чисельності населення. Заходи з обмеження незаконного полювання і незаконного ввезення продуктів стають все більш ефективними, хоча проблема не була усунена. Охороняється законом в Китаї та Індії. Зустрічається на природоохоронних територіях. 